# Tribunal de Crímenes de Guerra de Nankín
El Tribunal de Crímenes de Guerra de Nankín fue establecido en 1946 por el gobierno de Chiang Kai-shek en la entonces República de China para juzgar a cuatro oficiales del Ejército Imperial Japonés acusados de crímenes de guerra cometidos durante la segunda guerra sino-japonesa. Fue uno de los diez tribunales establecidos por el gobierno del Kuomintang (KMRT).

## Descripción

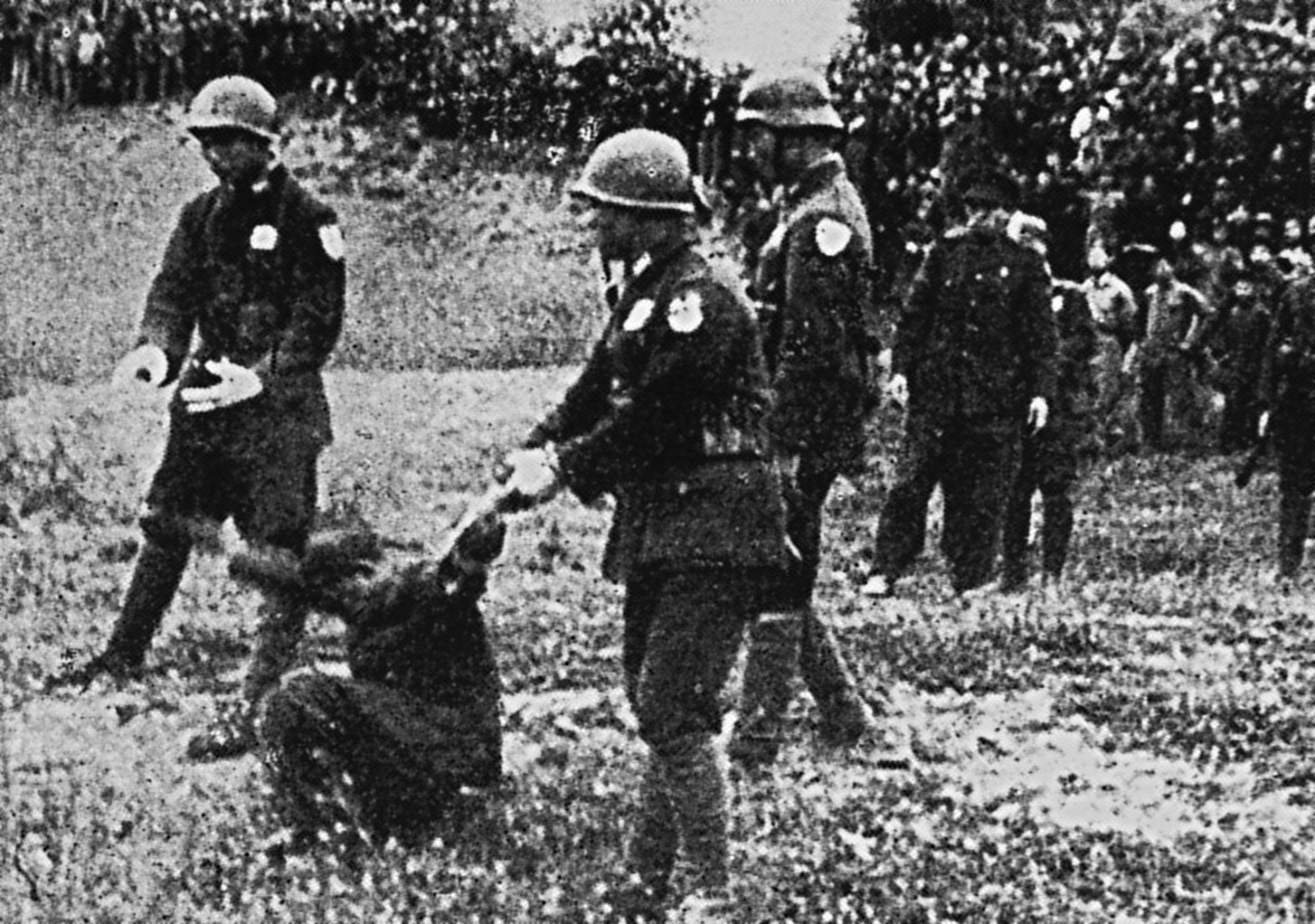
Ejecución del teniente general japonés Hisao Tani por parte del Ejército Nacional Revolucionario chino.

Entre los acusados se encontraban el teniente general Hisao Tani, el general Rensuke Isogai, el comandante de la compañía, el capitán Gunkichi Tanaka y los subtenientes Toshiaki Mukai y Tsuyoshi Noda, que se hicieron famosos por el concurso para matar a 100 personas usando una espada.
El general Yasuji Okamura fue condenado por crímenes de guerra en julio de 1948 por el Tribunal, pero fue inmediatamente protegido por orden personal del líder nacionalista Chiang Kai-shek, quien lo contrató como asesor militar del Kuomintang (KMT).
Mientras fue interrogado por los investigadores, sin embargo testificó sobre la masacre de Nankín:

Supuse lo siguiente basándome en lo que escuché del oficial de personal Miyazaki, el jefe del departamento de servicios especiales de CCAA, Harada, y el jefe del departamento de servicios especiales de Hangzhou, Hagiwara, uno o dos días después de mi llegada a Shanghai. En primer lugar, es cierto que durante el asalto a Nanking se produjeron decenas de miles de actos de violencia, como saqueos y violaciones, contra civiles. En segundo lugar, las tropas de primera línea se entregaron a la malvada práctica de ejecutar prisioneros de guerra con el pretexto de (carecer) de raciones.

Como Iwane Matsui había sido juzgado por el Tribunal Penal Militar Internacional para el Lejano Oriente; El príncipe Kotohito Kan'in, Kesago Nakajima y Heisuke Yanagawa habían muerto desde 1945; Isamu Chō se había suicidado y el general Douglas MacArthur había concedido inmunidad al príncipe Yasuhiko Asaka como miembro de la familia imperial, Hisao Tani era el único oficial procesado por la masacre de Nankín. Fue declarado culpable el 6 de febrero de 1947 y ejecutado por un pelotón de fusilamiento el 26 de abril. Todos los acusados fueron condenados a muerte en 1947.
La cifra de muertos de 300.000 es la estimación oficial grabada en el muro de piedra a la entrada del Salón Conmemorativo de las Víctimas de Compatriotas de la Masacre de Nankín.